# 412P/WISE
412P/WISE è una cometa periodica appartenente alla famiglia delle comete della fascia principale. La cometa è stata scoperta il 22 gennaio 2010 , la sua riscoperta il 19 dicembre 2020 ha permesso di numerarla .